# آتيست أوف هني (فرقة)
آتيست أوف هني (فرقة) هي فرقة تسجيل أمريكية، أسسها جانيس ماري جونسون وبيري كيبل في عام 1972، وقد تم اطلاق أشهر فعاليات الديسكو (بوجي اوجي اوجي) على يدهم في عام 2008 ، بالرغم من هذا فقد تراجعت شعبيتها في الثمانينات، لكن جونسون لم يتوقف وبدء التسجيل كفنان منفرد ثم أصدر ألبوم بعنوان(ون تيست اوف هني) أي طعم العسل، وقد أطلق بعض الأغاني الأخرى، وفي عام 2004 قد اجتمع هازل بيني وماري جوسون لأول مرة منذ 20 عام وكان ذلك لتقديم عرض خاص.

## السيرة الشخصية
تأسست عام 1972، لوس أنجلوس، كاليفورنيا والولايات المتحددة.، أعضاء الفرقة جانيس ماري جونسون (مغني ، كاتب مشارك ) ، كارليتا دورهان (مغني، عازف جيتار) ، بيري كيبل ( منتج مشارك ، كاتب مشارك) ودونالد راي جونسون (عازف طبول)، الأعضاء الأساسيين هم كيبل و جانيس ماري جونسون غفد كانا صديقين قبل تأسيس الفرقة.، وقد غادرا الفرقة ليشكل كل منهما كادره الخاص، وبعد العمل مع العديد من عازفي الطبول استقرو على جونسون، وقد كان المغني الرئيسي للفرقة غريغوري ووكر ولم ي\كر أسمه لانه غادر الفرقة قبل إصدارها الناجح في أغنية بوجي اوجي اوجي، وقد غادرت كارليتا دورهان الفرقة في أوائل عام 1976 ميلادي، لتنضم بعدها هازل باين.